# Utmål
Utmål är ett arbetsområde för gruvdrift. Enligt äldre svensk gruvdriftslagstiftning bestämdes det av bergmästaren.
Beslutet om utmål innebar i Sverige att dess innehavare fick äganderätt till själva fyndigheten samt nyttjanderätt avseende marken. Utmålsrätt gällde 25 år och kunde förlängas 20 år i taget förutsatt att gruvbrytning pågick. En förutsättning för att få rätt till utmål var att sökanden, kallad inmutaren kunde visa att det fanns mineral i sådan mängd att gruvdrift var ekonomiskt försvarbar och möjlig.
Enligt 1741 års förordning skulle utmålen ha olika storlek och form alltefter de fyndigheters art och förekomstsätt, som bearbetades inom utmålen. Så till exempel erhöll enligt denna förordning järnmalmer utmål "i jämsidig fyrkant av tvåhundrade famnar i längd och bredd". Fyndigheter för ädlare metaller fick utmål, som efter malmens förekomstsätt kunde vara än 50 famnar i längd och bredd, än 50 famnar i längd och 20 famnar i bredd "ehvart sig (malm-) gången vrider eller vänder", o.s.v. Kalkstensbrott fick utmål med 20 famnars längd och bredd. Mot djupet följde utmålen malmernas sidostupning eller donläge.
I 1855 års gruvstadga, där rätten till inmutning av kalksten och andra stenarter redan var borttagen, ändrades föreskrifterna om utmålens storlek. Utmålen för bergmalmer liksom för svavelkis och blyerts skulle enligt sistnämnda stadga utläggas till en storlek av högst 100 kvadratfamnar. Stenkolsutmål var bestämda till 200 kvadratfamnar, och för sjö- och myrmalmer samt varp lämnades utmålen efter omständigheterna, dock med någon inskränkning. På djupet följde även enligt 1855 års stadga utmålen fyndigheternas donläge.
Enligt 1884 års gruvstadga var rätten till inmutning av sjö- och myrmalmer, varp och stenkol (rätten till stenkolsfyndigheter förvärvades enligt 1886 års lag genom koncession) borttagen, och utmålen för de inmutningsbara fyndigheterna kunde erhålla en maximistorlek av 200 m². Utmålens gränser på djupet skulle räknas lodräta, om det kunde ske utan intrång på äldre utmål. Utmålen behövde ej alltid vara av kvadratisk form, utan kunde, såsom även var fallet enligt 1855 års stadga, ha den utsträckning, som prövades lämplig, endast att kroklinjer och spetsiga vinklar undveks och längden, så vitt möjligt var, ej blev större än dubbla bredden. Arealen av ett järnmalmsutmål var enligt 1741 års stadga ungefär 12,7 hektar. Enligt 1855 års stadga var stenkolsutmålen också ungefär 12,7 hektar, men malmutmålen högst ungefär 3,2 hektar. Enligt 1884 års stadga var utmålens storlek högst 4 hektar. 
Utmålsgränsernas läge och utsträckning angavs med så kallade utmålsrösen, det vill säga runda eller fyrkantiga stenhögar med en uppstående sten i mitten, vilka placerades på marken, oftast i utmålens hörn, men ibland även på sidorna eller i mittlinjen.
Institutet utmål förändrades i Sverige och med minerallagen (1991:45), på så sätt att samma förfarande numera kallas bearbetningskoncession samt markanvisning.